# Boys (fuzil antitanque)
O fuzil antitanque Boys (oficialmente Rifle, Anti-Tank, .55in, Boys) é um fuzil antitanque britânico usado durante a Segunda Guerra Mundial. Era frequentemente apelidado de "elephant gun" por seus usuários devido ao seu tamanho e seu grande calibre de 14 mm.
Havia três versões principais dos Boys: um modelo inicial (Mark I) que tinha um freio de boca circular e um monopé em forma de T, construído principalmente na BSA na Inglaterra; um modelo posterior (Mk I*) construído principalmente na John Inglis and Company em Toronto, no Canadá, que tinha um freio de boca retangular e um bipé em forma de V; e um terceiro modelo feito para forças aerotransportadas com um cano de 762 mm e sem freio de boca. Havia também cartuchos diferentes, com uma versão posterior oferecendo melhor penetração.
Embora adequado contra tanques leves e tanquetes no início da guerra, o Boys foi ineficaz contra blindados mais pesados e foi eliminado em favor da arma de carga oca PIAT no meio da guerra.

## Projeto e desenvolvimento
A arma foi desenvolvida pelo Capitão Henry C. Boys, Superintendente Assistente de Projeto - 1885-1937, que foi membro do Comitê Britânico de Armas Leves e projetista da Royal Small Arms Factory, Enfield. Foi inicialmente chamado de Stanchion, mas foi renomeado em homenagem a Boys quando ele morreu poucos dias antes de o fuzil ser aprovado para serviço em novembro de 1937.
Um fuzil de ação por ferrolho alimentado por um carregador de cinco tiros, a arma era grande e pesada, com um bipé na frente e um punho separado abaixo da coronha acolchoada. Para combater o recuo causado pelo grande cartucho de 14 mm, um freio de boca foi instalado no cano enquanto a armação deslizava ao longo da estrutura com um amortecedor preso na parte traseira do fuzil. Os Boys foram projetados com vários pequenos parafusos de fenda estreita de aço macio fixados muito firmemente no corpo da arma e seu reparo e manutenção se mostraram difíceis.
O cartucho .55 Boys foi uma adaptação do .50 BMG com um cinto adicionado disparando uma bala de 47,6 g. Na sua introdução, a arma era eficaz em blindagens leves de 23,2 mm de espessura a 91 m.
Duas cargas de serviço principais foram usadas durante a Segunda Guerra Mundial: o W Mark 1, um projétil de 60 g AP, disparado a 747 m/s, e a munição W Mark 2, de 47,6 g AP, a 884 m/s. O W Mark 1 poderia penetrar 23,2 mm de blindagem a 91 m, aproximadamente a espessura usada na blindagem frontal de um carro blindado ou de meia-lagarta, ou na blindagem lateral ou traseira de um tanque leve. Mais tarde no conflito, foi desenvolvida uma munição mais eficaz, a W Mark 2, que disparava um projétil com núcleo de tungstênio a 945 m/s. O alcance efetivo dos Boys contra alvos não blindados (por exemplo, infantaria) era muito maior.
Apesar de seu recuo deslizante e da almofada de borracha na coronha, o recuo da arma (junto com o ruído e o clarão da boca do cano) era considerado doloroso, frequentemente causando tensões no pescoço e ombros machucados. Consequentemente, o Boys quase nunca era disparado como arma livre (ou seja, não fixada em um suporte), exceto em emergências.

## Uso operacional
O fuzil Boys foi usado nos primeiros estágios da Segunda Guerra Mundial contra tanques e veículos de combate alemães com blindagem leve. A Grã-Bretanha também forneceu um grande número de fuzis antitanque Boys para a Finlândia em 1939 e 1940 durante a Guerra de Inverno com a União Soviética. A arma era popular entre os finlandeses porque podia lidar com os tanques soviéticos T-26, que o exército finlandês encontrou em muitos combates.
Embora útil contra os primeiros tanques alemães e italianos na França e no Norte da África, bem como na campanha norueguesa, como o Panzer I, Panzer II e os primeiros modelos do Panzer III, os aumentos na blindagem dos veículos durante a Segunda Guerra Mundial deixaram os Boys em grande parte ineficaz como arma antitanque. Uma versão encurtada foi implantada em 1942 para distribuição às forças aerotransportadas e foi usada na Tunísia, onde se mostrou completamente ineficaz devido à velocidade reduzida causada pelo cano encurtado. Uma outra limitação era que o fuzil Boys era relativamente pesado e difícil de transportar.
A reputação dos Boys após a Batalha de França foi tal que o governo canadense, por meio da Diretoria de Treinamento Militar, do Departamento de Defesa Nacional e do National Film Board of Canada (NFB) encomendou um filme de treinamento, Stop That Tank! (1942), do Walt Disney Studios para combater a reputação de "azar" do fuzil.
No entanto, no teatro europeu, foi logo substituído pelo PIAT (Projector, Infantry, Anti-Tank) em 1943, que entrou em serviço pela primeira vez durante a invasão aliada da Sicília. Em outras funções, os Boys viram algum uso contra bunkers, ninhos de metralhadoras e veículos sem blindagem, mas foram rapidamente substituídos no serviço britânico e da Commonwealth, à medida que quantidades desta última arma se tornaram disponíveis, pela metralhadora M2 Browning calibre .50 BMG dos EUA.
Usando munição perfurante de blindagem (AP), munição incendiária perfurante de blindagem (API) e munição traçante incendiária perfurante de blindagem (APIT), a Browning .50 era igualmente capaz na penetração de blindagem e mais devastadora ao queimar veículos sem blindagem usando cartuchos incendiários do que os Boys, e também poderia servir como uma arma antiaérea eficaz. A Browning mais pesada, entretanto, não era "portátil" com 38 kg sem tripé e 58 kg com tripé. Até mesmo o Serviço Aéreo Especial britânico, que fez muito uso de armas capturadas ou descartadas para os seus jipes e veículos de reconhecimento, rapidamente se livrou dos seus fuzis Boys em favor das M2 Browning ou do canhão italiano Breda de 20 mm.
A arma era padrão para as forças britânicas e da Commonwealth que tentavam conter o ataque japonês no teatro do Pacífico. Na Baía Milne, a arma revelou-se completamente ineficaz. Também não conseguiu deter os tanques japoneses na Malásia. Alguns relatos afirmam que o 1º/14º Regimento Punjabi derrubou dois tanques leves japoneses em um bloqueio de estrada. Durante a Batalha de Singapura, o 1º Regimento Bn de Cambridgeshire afirma que os Boys foram muito úteis para abrir buracos nas paredes durante combates de rua. Após a guerra no Pacífico, a arma foi usada pelo Regimento Real Malaio para lutar contra os insurgentes comunistas durante a Emergência Malaia.
O Corpo de Fuzileiros Navais dos EUA comprou fuzis Boys canadenses antes do ataque a Pearl Harbor. Teve uso limitado dos Batalhões de Fuzileiros Navais contra bunkers inimigos e ajudaram na destruição de dois hidroaviões na Ilha Makin. O 1º Batalhão de Rangers do Exército dos EUA também estava equipado com Boys, mas eles não foram usados em combate. Os outros cinco batalhões de Rangers estavam com Boys autorizados, mas não estavam equipados com eles.
Os fuzis Boys também foram usados pelo Exército Nacional Revolucionário Chinês durante o final da Segunda Guerra Sino-Japonesa na China e na Birmânia.
O fuzil Boys também foi equipado e usado pelo Exército Filipino e pela Polícia Filipina durante a Segunda Guerra Mundial contra a ocupação japonesa e para ajudar na libertação Aliada. Na era pós-Segunda Guerra Mundial, foi operado durante a Rebelião Hukbalahap contra os combatentes comunistas Hukbalahap no centro de Lução e pelas Forças Expedicionárias das Filipinas para a Coreia contra as forças comunistas norte-coreanas e chinesas.
Em setembro de 1965, membros do IRA atingiram o barco patrulha britânico de ataque rápido HMS Brave Borderer com um fuzil Boys, paralisando uma de suas turbinas enquanto ele visitava Waterford, na República da Irlanda.

## Desempenho
Os manuais de treinamento contemporâneos para o Boys determinavam que era para proteger o pelotão contra veículos de combate blindados leves: penetrar "sua blindagem até um alcance de cerca de 500 metros" e "infligir baixas à sua tripulação, embora possa não danificar seriamente o próprio veículo."
Um manual sobre o Boys publicado para a Guarda Nacional em 1944 deu o desempenho esperado contra blindagens variando de 22,3 mm a 100 jardas quadradas a 8,8 mm a 500 jardas, atingindo um ângulo de 40 graus. O manual também observou que a penetração máxima contra outros materiais era de 360 mm em paredes de tijolos e 250 mm em sacos de areia.

## Operadores
- Austrália[19]
- Índia Britânica[20]
- Canada: 771 fuzis Boys produzidos no Canadá, vendidos para os Estados Unidos.[1]
- China[16]
- Finlândia – como o 14 mm pst kiv/37, durante a Guerra de Inverno e a Guerra da Continuação.[1]
- França – recebeu uma grande remessa em troca de armas antitanque de 25 mm.[8]
- Irlanda[4]
- IRA Provisório o usou nos conflitos (The Troubles)
- Israel[21]
- Reino da Itália – capturados na Campanha Norte-Africana.[22]
- Malásia[3]
- Alemanha Nazista – fuzis capturados após a evacuação da Força Expedicionária Britânica na Noruega e na França foram designados 13,9 mm Panzerabwehrbüchse 782 (englisch), abreviado PzB 782(e), no serviço alemão.[23]
- Nova Zelândia[24]
- Filipinas[1]
- Polônia: Forças Armadas Polonesas no Ocidente[25]
- Portugal[1]
- União Soviética – recebeu 3.200 fuzis Boys via Lend-Lease.[26]
- África do Sul[27]
- Reino Unido
- Estados Unidos – usado pelos Marine Raiders.[23] Autorizado para US Army Rangers em 1943, mas não usado. Durante a Guerra da Coreia, o Corpo de Fuzileiros Navais emprestou alguns fuzis Boys das tropas canadenses, reforçou a ação e os montou com miras telescópicas. Eles foram usados como fuzis de precisão de longo alcance em uma base experimental, disparando munição .50 BMG de carga dupla. Esses fuzis tinham um alcance de mais de 1.800 metros.[28]
- Partisans iugoslavos[29]

### Montagem em veículo
O fuzil Boys às vezes era montado em veículos como o Universal Carrier, o Humber Light Reconnaissance Car e os automóveis blindados Morris CS9, Standard Beaverette e Rolls Royce.